# Мур (посёлок в Германии)
Мур (нем. Murr), Мурр — посёлок и коммуна в Германии (ФРГ), в земле (государстве) Баден-Вюртемберг.
Подчиняется административному округу Штутгарт. Входит в состав района Людвигсбург. Население составляет 6 201 человек (на 31 декабря 2010 года). Занимает площадь 7,80 км².

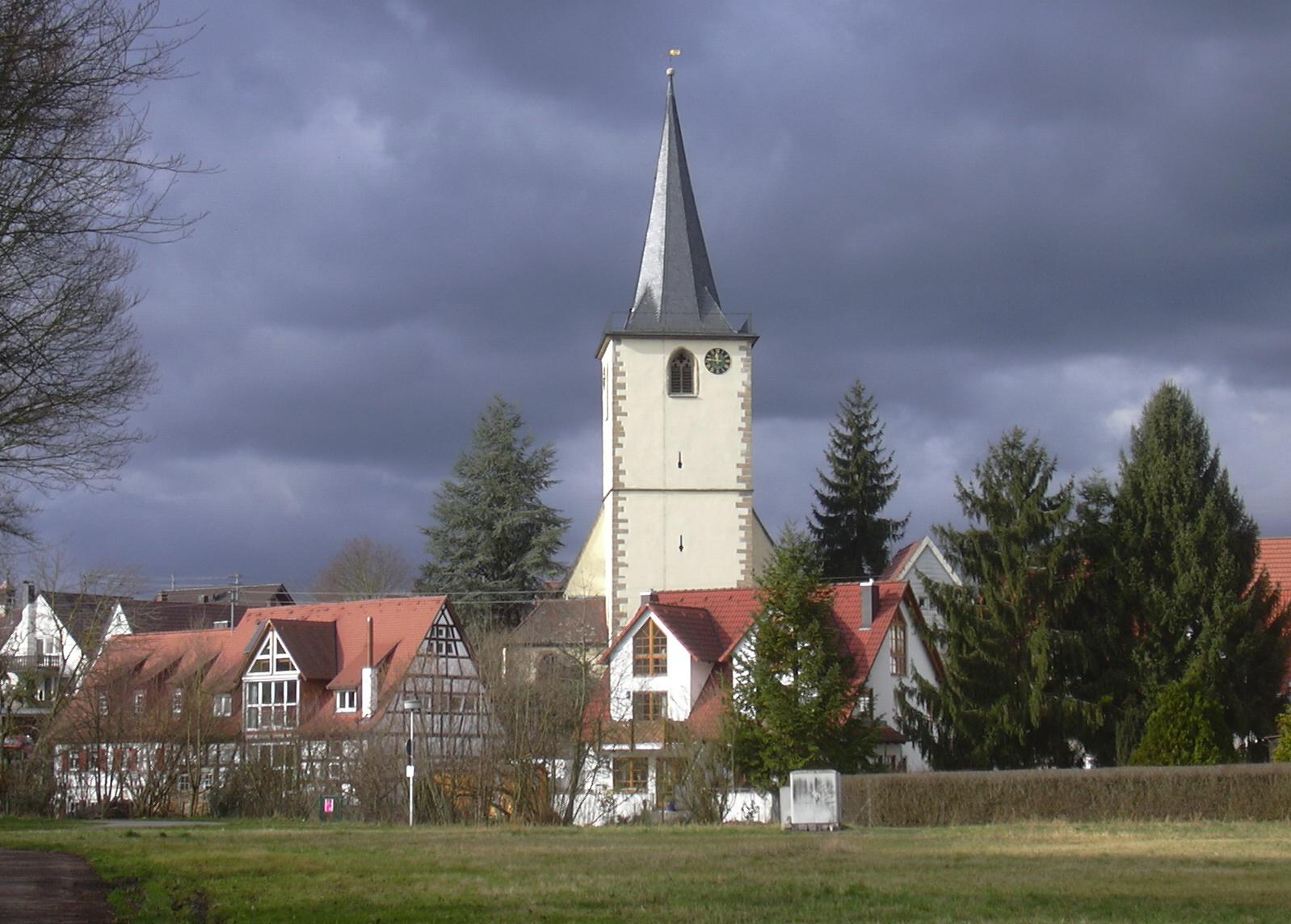
Мур

Населённый пункт расположен на реке Мурр правый приток Неккара. Между Мурром, Лаутером и Ротом в Вюртемберге находятся горы, не выше 555 метров, Майнгардтервальд (Mainhardterwald).